# Tobeltal mit Mittagsfels und Wielandstein
Tobeltal mit Mittagsfels und Wielandstein ist ein mit Verordnung des Regierungspräsidiums Stuttgart vom 3. Januar 2005 ausgewiesenes Naturschutzgebiet (NSG-Nummer 1.265) im Gebiet der Gemeinde Lenningen im baden-württembergischen Landkreis Esslingen.

## Lage
Das 151,4 Hektar große Naturschutzgebiet ist ein Seitental des Lenninger Lautertals und liegt östlich von Oberlenningen. Es umfasst den Talbereich des Tobelbaches von der Quelle bis zum Ortsrand von Oberlenningen, die flachen und steilen Talhänge sowie die Felsen und Teile der anschließenden Albhochfläche. Es liegt im Naturraum 094-Mittlere Kuppenalb innerhalb der naturräumlichen Haupteinheit 09-Schwäbische Alb.

## Schutzzweck
Schutzzweck ist der Erhalt und die Sicherung eines für die Randhöhen der Mittleren Kuppenalb typischen tief eingeschnittenen Kerbtales von außerordentlich hoher ökologischer Vielfalt und naturgeschichtlichem Wert. Damit verbunden ist der Erhalt der markanten Felsbildungen, der natürlichen und naturnahen Wälder und Waldgesellschaften, des naturnahen Bachlaufs mit seiner Ufervegetation sowie der offenen Wiesen, Obstwiesen und Äcker mitsamt den Hecken und Gebüschen im Talbereich und auf den Hochflächen als wertvolle Lebensräume vieler seltener Tier- und Pflanzenarten. Außerdem soll die natürliche Entwicklung der Vegetation der Felsbildungen und der Wälder aus wissenschaftlichen Gründen gesichert werden und die reizvolle, eigenartige und typische Landschaft in ihrer Gesamtheit gewahrt werden.
Weiterer Schutzzweck ist die Erhaltung der in dem Gebiet vorkommenden Lebensräume der lückigen Kalkpionierrasen, der Trespen-Schwingel-Kalktrockenrasen, der mageren Flachland-Mähwiesen, der Kalktuffquellen, der Felsen und Felsspaltenvegetation, der nicht touristisch erschlossenen Höhlen, des Waldmeister-Buchenwaldes, des Orchideen-Buchenwaldes, des Labkraut-Eichen-Hainbuchenwaldes und der Schlucht- und Hangmischwälder und der in dem Gebiet vorkommenden wild lebenden Tiere und Pflanzen nach Anhang II der FFH-Richtlinie sowie die Erhaltung der im Gebiet vorkommenden Arten nach Anhang I der Vogelschutzrichtlinie wie Wanderfalke, Schwarzspecht und Neuntöter.